# 阿尔·卢卡斯
艾伯特·托马斯·卢卡斯（英語：Albert Thomas Lucas，1922年7月4日—1995年4月26日），美国NBA联盟前职业篮球运动员。